# Manuel Hedilla
Manuel Hedilla Larrey (Ambrosero, avui Bárcena de Cicero, Cantàbria, 1902 - Madrid, 4 de febrer de 1970) va ser un polític falangista espanyol.
Obrer maquinista, va ingressar el 1934 a Falange Española, i fou designat cap local de Renedo de Piélagos, càrrec en el qual va desenvolupar gran activitat de proselitisme. El març de 1935,durant una visita de José Antonio a Santander va ser nomenat cap provincial de Falange. El novembre de 1935 va ser nomenat Conseller Nacional de FE.
El maig de 1936 es va entrevistar amb el general Mola i posteriorment va participar en els preparatius de la revolta del 18 de juliol de 1936 a Galícia. L'agost de 1936, ja a Burgos i davant l'estada a la presó, a la zona republicana, de José Antonio, es converteix de facto en el cap nacional de Falange. Després d'una reunió a Valladolid en la qual es crea la Junta de Comandaments Provisionals, el 2 de setembre de 1936, Hedilla n'és confirmat com a cap. Pel que sembla per encàrrec de José Antonio, es prepara per reorganitzar els quadres falangistes per a la seva integració en la revolta militar. Actuava amb el pseudònim de Pasavan.
No obstant això, les seves activitats aixecaren recels que ni ell mateix sospitava. Després d'un incident protagonitzat a Salamanca la nit del 16 d'abril de 1937 per membres de diferents corrents existents dins de Falange, de resultes dels quals va haver-hi dues morts, la Caserna General de Franco es va alarmar i va decidir dur endavant un pla que ja venia preparant-se sota la inspiració d'alts comandaments militars i del cunyat de Franco, Ramón Serrano Súñer: la creació d'un gran partit únic. Així el 19 d'abril de 1937 Hedilla és sorprès pel Decret d'Unificació amb els tradicionalistes i sota la prefectura de Franco. Aquesta fusió, encara que va assolir la tranquil·litat política en la zona nacionalista, va suposar, de fet, la desaparició de la Falange Española tal com la concebia José Antonio. Hedilla no va admetre la prefectura de la Junta Política de FET y de las JONS que per decret de 22 d'abril li va atorgar Franco. L'ala d'Hedilla, segons l'historiador Francisco Blanco, era la més pròxima al nacionalsocialisme alemany.
Detingut el 25 d'abril de 1937, sota l'acusació, mai provada, d'haver conspirat contra el Caudillo, va ser condemnat a mort. Per intercessió de Ramón Serrano Súñer en persona i de l'ambaixador d'Alemanya se li va commutar la pena, i fou bandejat a Canàries. Després d'haver perdut la seva esposa, que va sofrir un trastorn mental provocat per la injustícia de la condemna, recobra la llibertat el 1941 i es trasllada a Mallorca. Hedilla, d'acord amb Narciso Perales, fundarà el Frente Nacional de Alianza Libre. A la fi dels seixanta va ser l'eix d'un corrent polític que, després de la seva mort el 1970, s'organitzaria el 1977 com Falange Española de les JONS (auténtica). Després de la desaparició d'aquest partit, el 2002 sorgí Falange Auténtica, actuals seguidors del corrent hedillista.